# 239 (tal)
239 är det naturliga talet som följer 238 och som följs av 240.

## Inom vetenskapen
- 239 Adrastea, en asteroid.

## Inom matematiken
- 239 är ett udda tal.
- 239 är ett primtal.